# Bhārata
Pour les articles homonymes, voir Bharata.

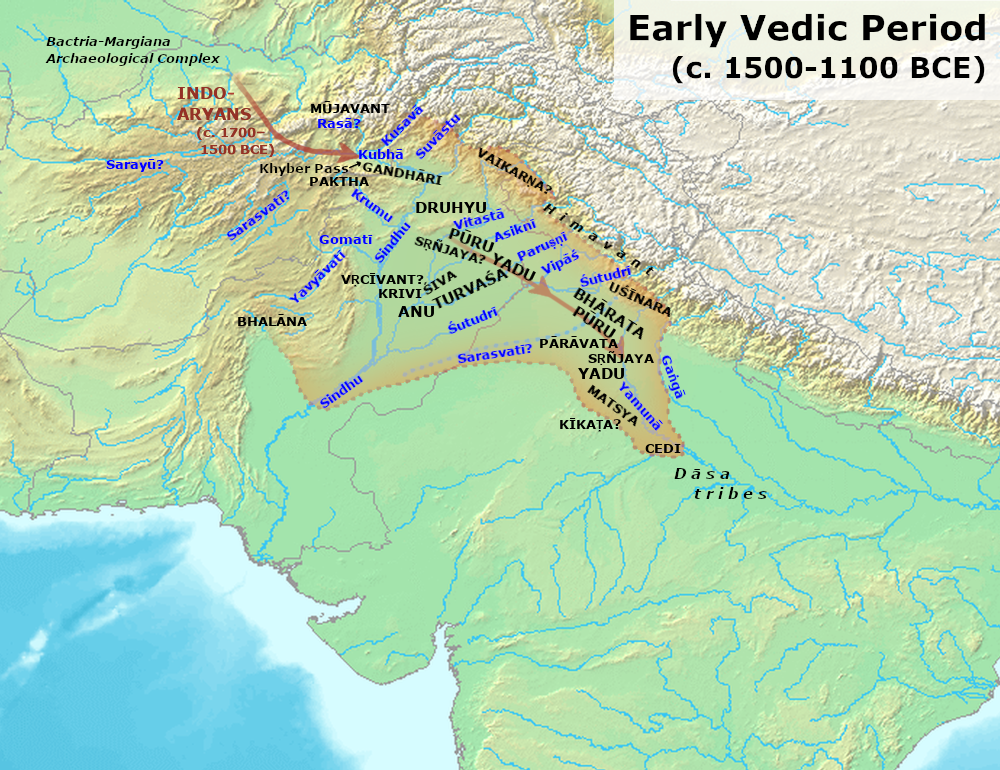
La carte qui montre où se trouvent les Bhārata

Les Bhārata sont tous les descendants de l'empereur légendaire indien Bharat. Ils constitueraient le peuple indien d'aujourd'hui. Parmi eux figurent les personnages du Mahābhārata.
Le nom du peuple ainsi que celui de son ancêtre éponyme est une épithète d'Agni, « celui qu'il faut entretenir ».